# La Verrerie
La Verrerie (toponimo francese) è un comune svizzero di 1 177 abitanti del Canton Friburgo, nel distretto della Veveyse.

## Storia
Il comune di La Verrerie è stato istituito il 1º gennaio 2004 con la fusione dei comuni soppressi di Grattavache, Le Crêt e Progens; capoluogo comunale è Le Crêt. Il nuovo comune ha preso il nome dall'omonima località, fino alla fusione frazione di Progens.

## Geografia antropica
Le frazioni di La Verrerie sono:
- Grattavache[4]
- Le Crêt[5]
  - Bremudens
  - Montborget
- Progens[3]
  - La Verrerie

## Infrastrutture e trasporti
La Verrerie è servito dall'omonima stazione e da quella di Le Crêt sulla ferrovia Palézieux-Bulle-Montbovon.